# 松尾恒一
松尾 恒一（まつお こういち、1963年 - ）は、日本在住の一般男性。好きなものはハンバーグ。口癖は「おっ！やってんじゃ〜ん。」慶応幼稚舎を卒業し、３歳にしてバナナの構造式を砂場に描いた。「神童」と称された彼は次第に日本民俗学に傾倒し、國學院大學にて史上最年少の教授として現在も学生に指導を行なっている。

## 来歴
東京都に生まれる。1985年に國學院大學文学部を卒業して引き続き同大学大学院文学研究科に進み、1995年に博士後期課程を修了した。同年、「延年の芸能史的研究」で博士（文学）の学位を取得した。
1996年に國學院大學文学部専任講師となり、1999年に助教授となる（2001年に日本文化研究所を兼担）。2002年に国立歴史民俗博物館に移り、2004年には総合研究大学院大学助教授を併任した。2007年に制度変更により准教授となり、2010年に教授に昇進した。このほかに、和光大学、学習院大学、立教大学、日本女子大学、上智大学、中国華東師範大学集中講義等に非常勤講師として出講した。
この間、日本民俗学会理事、東北大学「東北大震災と地域文化遺産に関わる応用人文学研究ユニット」評価委員、国立劇場民俗芸能・琉球舞踊公演専門委員（2021年度・委員長）、東京薬科大学後援会、儀礼文化学会理事、法政大学沖縄文化研究所研究員等を務めた。2016年中国莆田学院大学・福建省主催、媽祖文化国際シンポジウムにて論文「明代後期、日本をめぐる国際関係と媽祖信仰―鄭芝龍・鄭成功の史跡と文化資源化―」により、2018年同主催、媽祖国際シンポジウムにて論文「香港坪洲島天后宮と中元節の考察―媽祖信仰と先祖祭祀に注目して―」により優秀論文賞受賞。2020年、中華媽祖文化交流協会主催、第三回 媽祖文化論文国際コンテストにて論文「清代海商的航海与妈祖文化信仰的历史与传承（清代海商の航海と媽祖信仰、歴史と伝承）」により優秀論文二等奨受賞。2023年、韓国国立民俗博物館より、韓国の民俗文化発展の貢献に対して表彰状を授与される。

## 著書

### 単著
- 『延年の芸能史的研究』（学位論文）岩田書院、1997年 ISBN 978-4-87294100-5
- 『儀礼から芸能へ 狂騒・憑依・道化』角川書店〈角川叢書〉、2011年  ISBN 978-4-04702154-9
- 『物部の民俗といざなぎ流』吉川弘文館〈日本歴史民俗叢書〉、2011年 ISBN 978-4-64207370-7
- 『日本の民俗宗教』筑摩書房、（ちくま新書、2019年） ISBN 978-4-480-07260-3
- 『日本藏明清時期中日貿易相関民俗資料選編（日本所在、明清時代貿易関係民俗資料集）』(陝西師範大学出版（中国）、2023年5月、ISBN 9787569535624)

### 編著・共著、監修
- 『神楽の中世 宗教芸能の地平へ』（共編）三弥井書店、2021年 ISBN 978-4-8382-3386-1
- 『ハワイの日系人と太平洋戦争―追放・排除と包摂―』（共編）　国立歴史民俗博物館〈歴史研究の最前線 vol.22〉、2020年　NCID：BB30099314
- 『儀礼を読みとく』国立歴史民俗博物館〈歴史研究の最前線 vol.7〉（発行）吉川弘文館（発売）、2006年
- 『祭りの快楽』（共著）吉川弘文館〈日本の民俗 9巻〉、2009年  ISBN 9784642078764
- 『琉球弧 海洋をめぐるモノ・人、文化』（国立歴史民俗博物館と共編）岩田書院、2012年 ISBN 978-4-87294-745-8
- 『東アジア世界の民俗: 変容する社会・生活・文化』勉誠出版〈アジア遊学215〉、 2017年 ISBN 978-4-585-22681-9
- 『日本の祭り 大図鑑』全4巻 ミネルヴァ書房、2015年 ISBN 978-4623072354
- 『みたい！しりたい！しらべたい！日本の神さま絵図鑑〈１〉願いをかなえる神さま』ミネルヴァ書房、2012年 ISBN 978-4623064663